# Katarzyna Mieczkowska
Katarzyna Jolanta Mieczkowska (ur. 26 kwietnia 1980 w Lublinie) – polska politolog i muzealnik, doktor nauk humanistycznych. W latach 2012–2014 wiceprezydent Lublina ds. kultury. Od 2015 dyrektor Muzeum Narodowego w Lublinie.

## Życiorys
Absolwentka Uniwersytetu Marii Curie-Skłodowskiej w Lublinie. Kształciła się podyplomowo na studiach z dziennikarstwa i komunikacji społecznej na Uniwersytecie Warszawskim oraz z zarządzania i Marketingu na Politechnice Lubelskiej. Ponadto w latach 2016–2017 odbyła studia Master of Business Administration prowadzone we współpracy z University of Minnesota na Politechnice Lubelskiej. W 2005 r. rozpoczęła pracę naukowo-dydaktyczną w Zakładzie Samorządów i Polityki Lokalnej Wydziału Politologii UMCS, gdzie w 2010 r. uzyskała stopień doktora nauk humanistycznych. Jest również absolwentką projektu International Journalism and Society: The Role of the Media in the Modern World w London School of Economics and Political Science. W latach 2005–2009 kierowała Akademicką Grupą Medialną UMCS. Od 2009 do 2010 r. pracowała jako rzeczniczka prasowa Uniwersytetu Marii Curie-Skłodowskiej, a następnie rzeczniczka prasowa oraz Dyrektor Kancelarii Prezydenta Miasta Lublin. Od 2012 do 2014 r. pełniła funkcję Zastępcy Prezydenta ds. Kultury. W 2015 r. została dyrektorem Muzeum Lubelskiego w Lublinie.
Jest członkiem Rady ds. Muzeów i Miejsc Pamięci Narodowej przy Ministrze Kultury i Dziedzictwa Narodowego oraz Rady Muzeum Historii Polski. W latach 2016 – 2018 była członkiem Rady Muzeum przy Muzeum Nadwiślańskim w Kazimierzu Dolnym

## Publikacje
Jest autorką licznych publikacji naukowych m.in. Rola mediów w kształtowaniu wizerunku lokalnych przywódców, [w:] Przywództwo lokalne a kształtowanie demokracji partycypacyjnej, red. S. Michałowski, K. Kuć-Czajkowska, Wydawnictwo UMCS, Lublin 2008; B. Dziemidok-Olszewska, W Sokół, Encyklopedia politologii. Instytucje i systemy polityczne, Wolters Kluwer, Warszawa 2012 (opracowanie haseł); K. Mieczkowska, Kultura a rozwój miasta i regionów na przykładzie miasta Lublin, Rocznik Lubelski 2018, T. XLIV oraz innych prac, m.in. A. Różycka Bryzek, Freski bizantyńsko-ruskie fundacji Jagiełły w Kaplicy Zamku Lubelskiego, wydanie III zmienione, Muzeum Lubelskie, 2015, a także Lublin – miasto unii Litwy i Polski, red. A.Frejlich, A. Hałata, B. Kasperowicz, Muzeum Lubelskie 2019.

## Życie prywatne
Przez kilkanaście lat była żoną dr Jakuba Czerniaka, profesora uczelni UMCS w katedrze mikroekonomii i ekonomii stosowanej. Para doczekała się jednego syna. Od 2018 roku jej mężem jest Krzysztof Żuk, prezydent Lublina. Mają wspólnie jednego syna (jej mąż ma jeszcze dwoje dzieci z pierwszego małżeństwa.